# Bruno Jossa
Bruno Jossa (Portici, 21 settembre 1935) è un economista italiano.

## Biografia
Bruno Jossa è stato professore universitario dal settembre 1958 all'ottobre 2011.
Laureato in giurisprudenza a Napoli con dignità di stampa, discutendo una tesi sulla teoria econometrica della domanda, ha avuto il primo incarico di insegnamento all'Università di Pescara per l'anno accademico 1961-62.
Libero docente nella sessione del 1962, è stato dichiarato maturo nel concorso alla cattedra di Economia Politica della Facoltà di Economia e Commercio di Catania bandito nel 1961. 1° ternato, all'età di trent'anni, del concorso alla cattedra di Economia Politica della Facoltà di Economia e Commercio di Genova del 1965, ha insegnato alle Università di Pescara, Messina, Venezia e Napoli.
A Napoli è stato prima titolare della cattedra di Politica Economica della Facoltà di Economia e Commercio, dal 1970 al 1979, e poi della cattedra di Economia Politica della Facoltà di Giurisprudenza, dal 1979 al 2007. In detto ultimo periodo, precisamente nel 1988, è stata pubblicata la 1ª edizione, alla quale nel corso degli anni successivi ne sono seguite altre, del suo manuale per studenti universitari "Macroeconomia", in cui l'insegnamento dell'economia politica è stato fondato su di un metodo di tipo "storico-critico", cioè studiando ogni teoria attraverso l'analisi della sua evoluzione storica e rapportandola di continuo agli approcci ad essa concorrenti.
Dal 1992 al 1995 è stato direttore del Dipartimento di "Scienze Economiche e Sociali" dell'Università di Napoli e dal 2007 al 2010 è stato direttore del Dipartimento di "Teoria Economica e applicazioni". Come responsabile di queste strutture ha organizzato numerosi convegni e conferenze.
Nel 1992 è stato eletto nel Senato Accademico dell'Università di Napoli.
Nel 2009-2010 è stato Decano dell'Università di Napoli, dal marzo al luglio 2010 è stato facente funzione di Rettore della stessa Università e dal luglio al novembre 2010 è stato in quella Università presidente del Polo di scienze umane.
Dal novembre 2011 è in pensione, con la qualifica di professore emerito conferitagli dal Ministero dell'università e della ricerca.
È stato tra i fondatori dell' "Associazione italiana per lo studio dei sistemi economici comparati", di cui è stato Presidente per il biennio 1992-93.
Dal 1994 al 2005 è stato Presidente dell'"Associazione per la collaborazione tra gli economisti di lingue neolatine", fondata da Giorgio Fuà.
È stato nel consiglio di amministrazione dell'ISPE del Ministero del tesoro e dell' "Associazione nazionale per il progresso del Mezzogiorno" e dal 2001 al 2003 membro del consiglio direttivo dell' "Istituto di Studi sulle Strutture Finanziarie e lo Sviluppo Economico" del CNR.
Dal 2002 al 2004 è stato nel consiglio direttivo della "Società degli Economisti" e dal 2006 è stato nel Collegio dei probiviri della detta Società, per poi essere eletto di nuovo per il triennio 2007-2010.
È stato socio dell' "Accademia Peloritana" e dell' "Accademia Teatina delle scienze" ed attualmente è socio di numerose Società ed Accademie, tra le quali la "Società italiana degli economisti", la "Royal Economic Society", l' "Associazione internazionale degli economisti di lingua neo-latina", e l' '"Accademia di scienze, lettere ed arti" di Napoli.
È stato referee del Cambridge Journal of Economics, della Rivista italiana degli economisti, di Rewiew of Radical Political Economics, di Studi Economici, di Economia Politica, di Studies in Surplus Economics.
Nel 1991 gli è stato conferito il V premio della Cultura Europea dell'ISTECOR, nel 1998 il Premio "Saint Vincent" e nel 2011 la medaglia d'oro del premio F.S. Nitti dell'Accademia dei Lincei.
È nell'Editorial Board delle riviste "Il Ponte", "PsicoMed Publishing Pte" di Singapore e "Studi economici" nonché dal 2018 della rivista "Modern Materials Science and Technology" e dal 2019 della rivista "Review Financial Forum".
Ha tenuto conferenze e partecipato a dibattiti in Francia, Germania, Spagna, Inghilterra, Belgio, Portogallo, Cina, Stati Uniti, Canada e in numerose città italiane. Ha pubblicato undici monografie, tre raccolte di suoi saggi, dieci volumi collettanei, cinque testi di lezioni e circa duecentocinquanta articoli in riviste scientifiche, italiane e straniere.
In campo giornalistico ha collaborato a Il Mattino, Politica ed Economia, Mondo Economico, Rinascita, Il Ponte, Paese Sera, L'Ora, Il Globo, Il Corriere del Mezzogiorno e Il Manifesto.

## Il pensiero economico
L'attività scientifica di Jossa ha avuto ad oggetto dapprima temi di economia monetaria nonché di economia dello sviluppo e di economia dell'innovazione e, poi, di economia comparata, con particolare riferimento allo studio dei sistemi economici, di economia internazionale e di economia keynesiana. Quest'ultima è stata d'intensità tale da far considerare lo stesso uno dei più profondi conoscitori ed interpreti, tra gli economisti italiani, del pensiero dell'economista di Cambridge.
I più importanti contributi di Jossa, in ogni caso, sono quelli alla teoria economica del socialismo. La sua produzione scientifica in merito, infatti, inizia intorno alla metà degli anni '70 ed arriva sino ai giorni nostri.
Di orientamento marxista, Jossa si è interessato al ruolo delle dinamiche democratiche e solidaristiche dell'Economia di mercato, al rapporto con il socialismo, alle alternative democratiche al capitalismo. Jossa ha sottolineato il ruolo della cooperazione il cui scopo viene da lui individuato non nel perseguimento del fine mutualistico, ma nel raggiungimento dell'abolizione della divisione in classi sociali, realizzando il superamento del capitalismo attraverso una transizione democratica e non rivoluzionaria al socialismo.
Nel corso del sopracitato periodo, Jossa ha elaborato una teoria detta di un "sistema di imprese cooperative come nuovo modo di produzione", le quali sono gestite dai lavoratori ed assumono il nome di "imprese cooperative di produzione" ovvero anche di "imprese democratiche", che costituisce uno dei rari tentativi volti a proporre una forma di organizzazione economica alternativa al capitalismo, muovendosi nel solco tracciato da autori come Vanek (1970), Meade (1989), Roemer (1994), Schweickart (2002), che hanno teorizzato, in un recente passato, proposte di matrice socialista.
Jossa, nella sua citata teoria, traccia un sistema produttivo composto in prevalenza da imprese gestite dai lavoratori, in cui la sovranità appartiene agli stessi. I lavoratori, infatti, eleggono periodicamente, secondo il principio democratico "una testa, un voto", gli amministratori (ovvero i manager) che gestiscono di fatto e correntemente l'impresa, mentre l'assemblea dei soci viene investita dei fatti di maggiori rilievo quali l'approvazione dei bilanci, la nomina o revoca degli amministratori, i piani strategici e i piani di natura straordinaria. Secondo Jossa, e ciò è un aspetto di rilevante importanza, per essere efficienti, dette imprese devono avere un finanziamento esclusivamente esterno, ad opera di terzi. I soci, infatti, non devono apportare capitale di rischio, anche se comunque, parimenti ai finanziatori terzi, possono prestare capitali all'impresa, restando, quindi, titolari di un diritto di credito. In tal modo, il salario viene completamente abolito ed i soci vengono retribuiti con il surplus costituito dalla differenza tra ricavi e costi di gestione. Negli ultimi, ovviamente, restano inclusi gli interessi pagati ai creditori sul capitale preso in prestito. Il residuo per i soci è così costituito, di fatto, dai redditi da lavoro e da profitto. L'esclusione dell'autofinanziamento è necessaria per distinguere in modo costante il patrimonio dell'impresa da quello dei soci e per tenere separati i redditi di capitale da quelli da lavoro e, eventualmente, da profitto. Nel momento in cui i soci escono dall'impresa conservano il diritto al rimborso di loro eventuali crediti non rimborsati, ma non possono avanzare alcuna pretesa su eventuali residue plusvalenze dell'impresa.
In questo tipo di imprese, pertanto, avviene un vero e proprio capovolgimento del rapporto capitale-lavoro tipico del capitalismo. Mentre nel capitalismo, infatti, il capitale assume lavoro, lo remunera con il salario, pagandogli, quindi, un reddito fisso e, alla fine del processo produttivo, si appropria del residuo ovvero della differenza che si viene così a determinare tra ricavi e costi di gestione e che è costituita dal profitto, in un sistema d'imprese cooperative di produzione, differentemente, è il lavoro che assume il capitale, lo remunera anticipatamente pagandogli l'interesse e, fatto ciò, si appropria del residuo o sovrappiù che viene così a determinarsi con la differenza tra ricavi e costi di gestione. Il capovolgimento del rapporto capitale-lavoro, quindi, sta sia nel fatto che nel capitalismo le decisioni sono prese dai capitalisti, mentre nell'autogestione le decisioni sono prese dai lavoratori sia (per conseguenza) nel fatto che nel capitalismo i lavoratori hanno un reddito fisso e i capitalisti hanno un reddito variabile, mentre in un sistema di imprese gestite dai lavoratori i capitalisti hanno un reddito fisso e i lavoratori hanno un reddito variabile e si assumono così la responsabilità delle decisioni che prendono.
Secondo Jossa un'economia del genere, in virtù del citato capovolgimento del rapporto capitale-lavoro, non è assolutamente da considerarsi capitalistica, perché, anzi, pone la classe lavoratrice in una posizione di assoluta preminenza rispetto a quella capitalistica, togliendo ogni potere ai capitalisti. Inoltre, detto sistema realizza una forma di autentico socialismo perché il lavoro salariato, che è caratteristica tipica del capitalismo, viene completamente abolito. Esso è da considerarsi, però, una forma di socialismo di mercato, in quanto le imprese democratiche operano secondo le regole del mercato, in regime di concorrenza. Jossa sostiene che detto sistema sarebbe assolutamente in linea con il pensiero di Marx, quantomeno perché elimina quella che il pensatore di Treviri riteneva fosse una delle principali contraddizioni dell'economia capitalistica ossia la soggezione del lavoro al capitale, potendo considerarsi costituire una possibile fase di transizione verso il comunismo che è stata tracciata solo a grandi linee dai teorici del marxismo, ma mai efficacemente descritta.
Jossa delinea, poi, i grossi pregi di un sistema economico del genere, indicandone tra questi, i seguenti di rilevante importanza:
1. la democrazia economica che rafforza, rendendo effettiva la democrazia politica;
2. l'accentuata riduzione dell'alienazione del lavoro;
3. l'assoluta inesistenza di presupposti per lo sfruttamento;
4. un prevedibile aumento della produttività del lavoro, perché il reddito dei soci è direttamente commisurato ai risultati;
5. un rilevante aumento dell'efficienza del lavoro che deriverebbe dal notevole miglioramento del capitale umano, cioè dalla crescita delle conoscenze e delle abilità professionali dei lavoratori, perché i soci avrebbero un interesse diretto a investire nella formazione umana, essendo il lavoro e non più il capitale il fattore specifico dell'impresa;
6. l'eliminazione della disoccupazione "neoclassica"[non chiaro] da alto costo del lavoro, essendo inesistente il salario;
7. la sovranità dei lavoratori, rendendo possibile l'adeguamento dell'orario di lavoro all'intensità della domanda di prodotti di ogni impresa, eliminerebbe la disoccupazione "keynesiana", spalmando gli effetti delle crisi di domanda su tutti i lavoratori.

Jossa, poi, dedica particolare attenzione allo sviluppo della transizione al socialismo, indicando specificamente i meccanismi che dovrebbero condurre al nuovo modo di produzione fondato su di un sistema di imprese democratiche. Egli indica le seguenti tre "vie": 
- agevolazioni di natura fiscale e creditizia che lo Stato dovrebbe concedere alla imprese cooperative, per agevolare la trasformazione verso tale forma delle imprese capitalistiche, atteso l'indubbio carattere "meritorio" delle stesse, per tutti i citati vantaggi che esse presentano;
- trasformazione in cooperative delle imprese tradizionali in gravi difficoltà che sono state, di fatto, abbandonate dai capitalisti;
- legislazione parlamentare che trasforma le azioni delle imprese esistenti in obbligazioni di pari valore e vieta l'assunzione di lavoro salariato.[3]

Il sistema economico teorizzato da Jossa, quindi, si realizza concretamente attraverso una vera e propria rivoluzione liberale che riconosce l'indiscutibile ruolo del mercato e si attua per via parlamentare, quindi, democraticamente, ma ispirandosi al pensiero di Marx adeguatamente rivisitato. Fondamentale, però, per Jossa, mutuando dal pensiero dell'economista Hayek, è il ruolo degli intellettuali i quali, una volta convinti della bontà del citato modello teorico, dovrebbero esprimere il proprio giudizio favorevole.
Il contributo di teoria economica del socialismo di Jossa, pertanto, alla luce di quelle che sono state le vicende storiche passate del socialismo reale sovietico e di quelle che sono le caratteristiche assunte dal capitalismo contemporaneo, con una nuova visione del pensiero marxista, tiene ancora aperto oggi il dibattito su di un socialismo possibile.

## Opere
- Interesse, moneta e credito, Napoli, E. Jovene, 1960.
- Analisi economica del progresso tecnico, Antonino Giuffrè editore, 1966.
- Economia del sottosviluppo, Il Mulino, 1973.
- Progresso tecnico e sviluppo economico, Franco Angeli Edizioni, 1974.
- Lezioni sulla teoria economica del Socialismo, Cooperativa Editrice di Economia e Commercio, 1975.
- Socialismo e mercato, Etas libri, 1978.
- Economia keynesiana, Etas libri, 1980.
- Autogestione, cooperazione e partecipazione agli utili, Il Mulino, 1988.
- Macroeconomia, Padova, CEDAM, 1988, ISBN 88-13-22280-7
- Teoria dei sistemi economici, UTET, 1989.
- Il mezzogiorno alle soglie del 1992, Guida Editori, 1991.
- Economia keynesiana. Una introduzione alla macroeconomia, Etas libri, 2ª ed., 1993 ISBN 978-8845305900.
- Il neoliberismo: teoria e politica economica, Franco Angeli Edizioni, 1994.
- Macroeconomia: teorie per la politica economica, La Nuova Italia Scientifica, 1996, ISBN 978-8843004553.
- (EN) The economic theory of socialism and the labour-managed firm, 1997, Edward Elgar Publishing, ISBN 978-1858984315.
- Mercato, socialismo e autogestione, Carocci Editore, 1998.
- La moneta unica europea, Carocci Editore, 1999.
- La teoria economica del socialismo e l'impresa autogestita, G.Giappichelli Editore, 2000, ISBN 978-8834801338.
- Microeconomia in breve, G. Giappichelli Editore, 2000, ISBN 88-348-0533-X.
- La democrazia nell'impresa, Editoriale Scientifica, 2002.
- Il futuro del capitalismo, Il Mulino, 2004.
- Macroeconomia elementare, CEDAM, 2005, ISBN 978-88-13-26039-2.
- La teoria economica delle cooperative di produzione e la possibile fine del capitalismo, 2 voll., G. Giappichelli Editore, 2005.
- L'impresa democratica, Carocci Editore, 2008.
- Le imprese cooperative, Carocci Editore, 2010, ISBN 978-8843056613.
- Esiste un'alternativa al capitalismo?, manifestolibri, 2010.
- Il marxismo e le sfide della globalizzazione, manifestolibri, 2012, ISBN 978-88-7285-569-0.
- Cooperativismo, capitalismo e socialismo, Aprilia, Novalogos, 2012, ISBN 978-88-97339-09-0.
- (EN)  Producer Cooperatives as a New Mode of Production, Routledge, 2014, ISBN 978-0-415-71988-9.
- Un socialismo possibile, Il Mulino, 2015, ISBN 978-88-15-25970-7.
- Un marxismo rinnovato, manifestolibri, 2016, ISBN 978-88-7285-854-7.
- (EN) Labour managed firms and post-capitalism, Routledge, 2016, ISBN 978-1138237568.
- (EN) A new model of socialism: democratising economic production, Edward Elgar Publishing, 2018, ISBN 978-1788117821.
- Come licenziare il padrone, Aracne Editrice, 2019, ISBN 978-88-255-2156-6.
- Socialismo e democrazia, Booksprint Edizioni, 2019, ISBN 9788824930925.
- (EN) The political economy of cooperatives and socialism, Routledge, 2019, ISBN 978-0367359874.
- (EN) Managing the cooperative enterprise: the rise of worker-contolled firms, Edward Elgar Publishing, 2020, ISBN 978-1800372009.
- Il socialismo democratico come nuovo modo di produzione, Manifestolibri, 2021, ISBN 978-8872859285
- (EN)  On market socialism, Edward Elgar Publishing, 2023, ISBN 978-1035309443